# 小行星9928
小行星9928（英語：9928）是一颗围绕太阳公转的小行星。1981年11月16日，Perth Observatory在珀斯天文台发现了此天体。
这颗小行星的绝对星等为175.6062809547555等。